# Mídia Ninja

Logotipo.

Mídia Ninja (Narrativas Independentes, Jornalismo e Ação) é uma rede de mídia e portal de notícias alinhado à esquerda política, com atuação em mais de 250 cidades no Brasil.[carece de fontes?] Sua abordagem é conhecida pela militância sociopolítica e identitária, declarando-se ser uma alternativa à imprensa tradicional. O grupo ganhou repercussão internacional na transmissão dos protestos no Brasil em 2013.
Atualmente, além das transmissões em fluxo de vídeo em tempo real, pela Internet, usando câmeras de celulares e uma unidade móvel, a rede possui um portal de notícias. A estrutura da Mídia Ninja faz uso das redes sociais, como Facebook, Twitter, Flickr, Tumblr e Instagram na divulgação de notícias.

## História

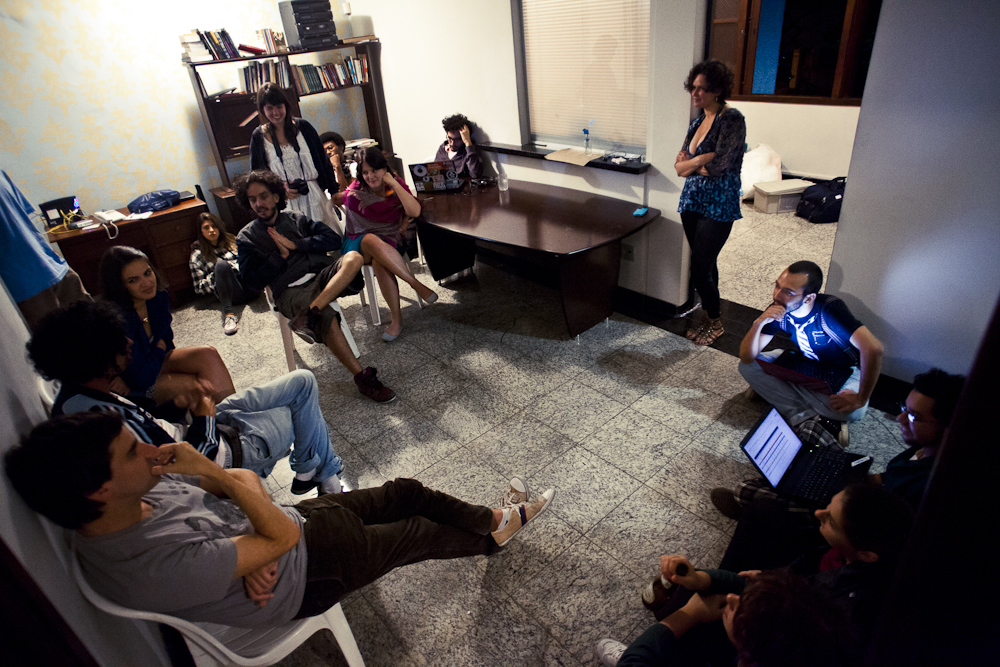
Evento do Fora do Eixo em Minas Gerais em 2013

O grupo teve origem em junho de 2011 por meio da Pós-TV, mídia digital do circuito Fora do Eixo, uma rede de produção cultural que tem origem no programa Pontos de Cultura, e passou a desenvolver tecnologias de comunicação e produção cultural, além de atuar como movimento social em colaboração constante com outros grupos, coletivos e movimentos sociais. Os jornalistas Bruno Torturra e Debora Pill são considerados os fundadores da Mídia Ninja, que nasceu como coletivo de jornalismo independente, batizado por ela de Núcleo Independente de Jornalismo e Ação. Posteriormente contou com os participantes da Rede Fora do Eixo Rafael Vilela, Felipe Altenfelder, Dríade Aguiar, Pablo Capilé, Filipe Peçanha e Thiago Dezan.

### Antecedentes de 2013
O embrião do movimento esteve presente na Marcha da Maconha e na Marcha da Liberdade daquele ano. Em 2012, o grupo fez uma cobertura da situação das aldeias Guarani-Kaiowá do Mato Grosso do Sul.

### De 2013 a 2015
A rede foi lançada oficialmente em março de 2013 com a cobertura do Fórum Mundial de Mídia Livre na Tunísia. Depois, ganhou ampla visibilidade durante os protestos de junho e julho de 2013 no Brasil. Após transmitir ao vivo os protestos e influenciar a narrativa da mídia tradicional, ganhando centenas de milhares de seguidores em suas contas na redes sociais, o grupo tem adotado uma abordagem de colaboração constante com movimentos sociais brasileiros.

## Fotojornalismo

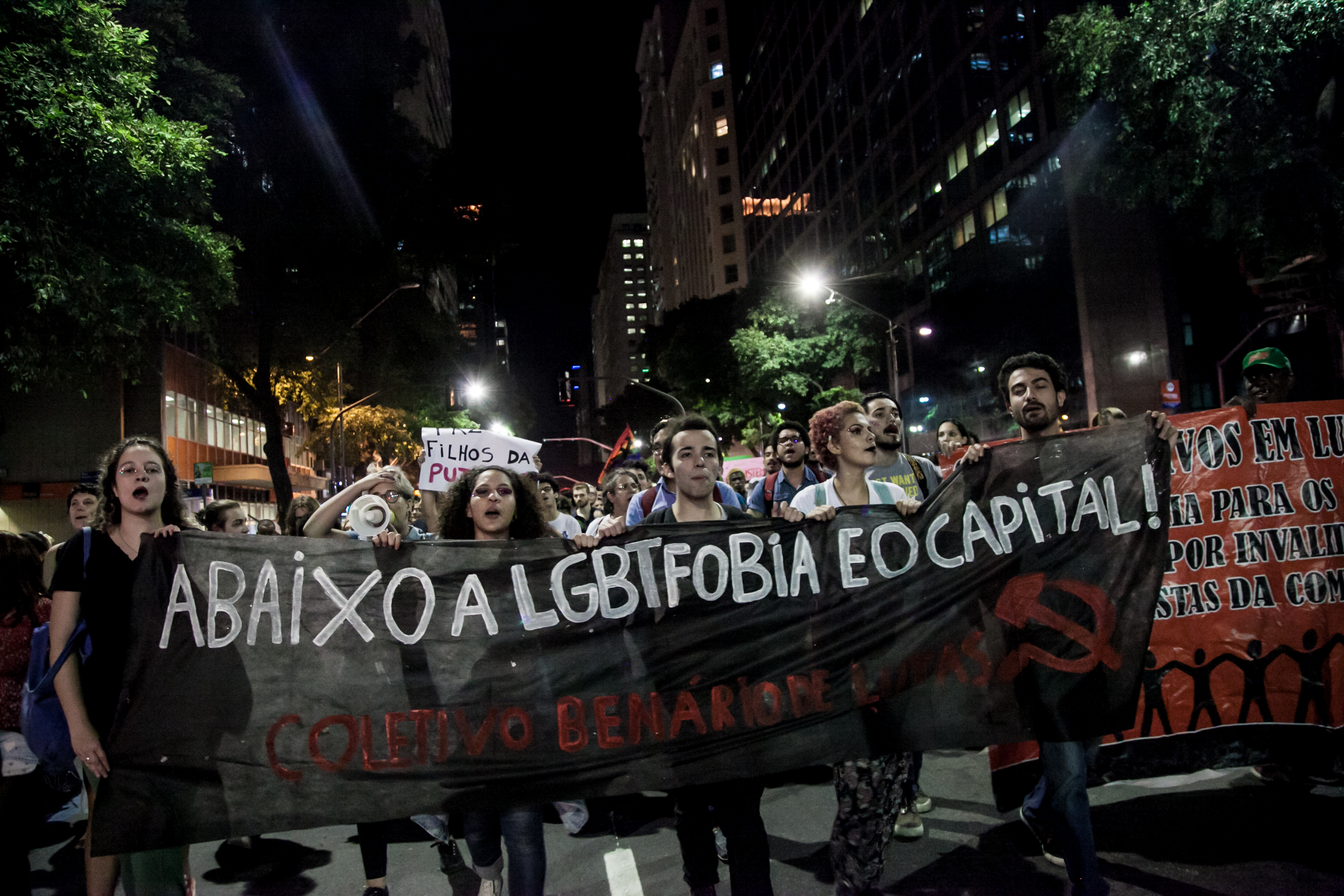
Ato pelo fim da LGBTfobia - 2016 - Rio de Janeiro-RJ

O grupo também atua no campo da fotografia, especialmente do fotojornalismo, tendo participado em fevereiro de 2014 do projeto Offside Brazil, com a Agencia de Fotografias Magnum, fundada dentre outros, pelo fotógrafo Henri Cartier-Bresson.
A rede tem uma política de utilizar autoria coletiva na maior parte de sua produção, que é disponibilizada sob a licença Creative Commons com restrição comercial.
Em 2014, o Museu de Arte Moderna de São Paulo selecionou, por meio do Clube de Colecionadores de Fotografia da instituição, um conjunto de fotografias produzidas pela rede para fazer parte de seu acervo.

## Controvérsias
Por ocasião da visita do Papa Francisco ao Brasil, houve a prisão de dois membros do Mídia Ninja no Rio de Janeiro.
Desde a participação de Bruno Torturra e Capilé no programa Roda Viva, da TV Cultura, no dia 5 de agosto de 2013, para falar da experiência com o Mídia Ninja, a rede Fora do Eixo passou a ser alvo de ataques de alguns ex-integrantes e de artistas ligados aos eventos do grupo. Foram denunciados pela revista Veja, que usou do depoimento da cineasta Beatriz Seigner para acusar o grupo de retenção de cachês e práticas de trabalho exploratórias. Uma das principais críticas apontava que a rede estava mais interessada na própria autopromoção do que no fortalecimento do cenário independente. Um dos fundadores do Fora do Eixo, Pablo Capilé, manifestou-se publicamente defendendo-se das acusações.
O jornalista Bruno Garschagen afirma que o grupo recebeu financiamentos externos, como da Open Society Foundations, do investidor George Soros, e questiona se isso iria contra as declarações de "mídia independente" do grupo.
Em março de 2025, o Estadão revelou que a Mídia Ninja tem usado ONGs para receber repasses do governo federal, mesmo que afirme não ser financiada por verba pública, com  duas entidades diretamente ligadas ao grupo, e cujos representantes têm atuação no Ministério da Cultura, obtiveram R$ 4 milhões em convênios, emendas parlamentares e lei de incentivo apenas durante o terceiro governo Lula.